# Frondelite
La frondelite è un minerale appartenente al gruppo della rockbridgeite.